# Emmanuel Boateng
Emmanuel Okyere Boateng (Accra, 23 mei 1996) is een Ghanees voetballer die doorgaans speelt als spits. In januari 2025 verruilde hij Al-Orobah voor Gaziantep. Boateng maakte in 2018 zijn debuut in het Ghanees voetbalelftal.

## Clubcarrière
Boateng speelde in zijn vaderland Ghana voor Charity Stars, alvorens hij in 2014 naar Rio Ave trok. Zijn eerste competitiewedstrijd speelde hij op 17 augustus 2014, toen met 2–0 van Vitória Setúbal gewonnen werd door doelpunten van Diego Lopes en Marcelo. Boateng mocht van coach Pedro Martins in de basis beginnen en hij werd na negentig minuten gewisseld voor André Vilas Boas. Twee weken later, op 1 september 2014, kwam Boateng voor het eerst tot scoren. Na doelpunten van Renan Bressan, Diego Lopes en Esmaël Gonçalves maakte de Ghanese aanvaller er 4–0 van tegen Boavista.
Medio 2015 verhuisde Boateng naar Moreirense. In twee seizoenen kwam hij tot negen competitietreffers, waarna Levante de Ghanees voor circa twee miljoen euro overnam. In Spanje zette Boateng zijn handtekening onder een verbintenis voor de duur van vier seizoenen met een optie op een jaar extra. In de een-na-laatste speelronde van het seizoen 2017/18 werd gespeeld tegen Barcelona, dat al kampioen was en tot dan toe nog ongeslagen was. Boateng scoorde driemaal tegen de kampioen en ook Enis Bardhi kwam twee keer tot scoren. Philippe Coutinho (drie goals) en Luis Suárez deden nog wat terug, maar Barcelona leed tegen Levante de enige nederlaag van het seizoen: 5–4.
In februari 2019 verkaste Boateng voor circa elf miljoen euro naar Dalian Yifang. In april 2022 vertrok de Ghanees daar om in augustus van dat jaar terug te keren bij Rio Ave. Zijn contract liep twee jaar later af, waarop hij naar Al-Orobah verkaste. Een half jaar later verkaste hij naar Gaziantep.

## Clubstatistieken
| Seizoen | Club          | Competitie       | Competitie | Competitie | Beker | Beker | Internationaal | Internationaal | Totaal | Totaal |
| Seizoen | Club          | Competitie       | Wed.       | Dlp.       | Wed.  | Dlp.  | Wed.           | Dlp.           | Wed.   | Dlp.   |
| ------- | ------------- | ---------------- | ---------- | ---------- | ----- | ----- | -------------- | -------------- | ------ | ------ |
| 2014/15 | Rio Ave       | Primeira Liga    | 13         | 1          | 5     | 1     | 9              | 0              | 27     | 2      |
| 2015/16 | Moreirense    | Primeira Liga    | 27         | 2          | 3     | 1     | —              | —              | 30     | 3      |
| 2016/17 | Moreirense    | Primeira Liga    | 26         | 7          | 6     | 3     | —              | —              | 32     | 10     |
| 2017/18 | Moreirense    | Primeira Liga    | 2          | 0          | 1     | 0     | —              | —              | 3      | 0      |
| 2017/18 | Levante       | Primera División | 25         | 6          | 4     | 1     | —              | —              | 29     | 7      |
| 2018/19 | Levante       | Primera División | 16         | 1          | 3     | 0     | —              | —              | 19     | 1      |
| 2019    | Dalian Yifang | Super League     | 21         | 8          | 1     | 3     | —              | —              | 22     | 11     |
| 2020    | Dalian Yifang | Super League     | 7          | 2          | 1     | 0     | —              | —              | 8      | 2      |
| 2021    | Dalian Yifang | Super League     | 13         | 4          | 0     | 0     | —              | —              | 13     | 4      |
| 2022/23 | Rio Ave       | Primeira Liga    | 28         | 6          | 3     | 0     | —              | —              | 31     | 6      |
| 2023/24 | Rio Ave       | Primeira Liga    | 27         | 7          | 3     | 0     | —              | —              | 30     | 7      |
| 2024/25 | Al-Orobah     | Saudi Pro League | 13         | 2          | 1     | 0     | —              | —              | 14     | 2      |
| 2024/25 | Gaziantep     | Süper Lig        | 0          | 0          | 0     | 0     | —              | —              | 0      | 0      |
| Totaal  | Totaal        | Totaal           | 218        | 46         | 31    | 9     | 9              | 0              | 258    | 55     |

Bijgewerkt op 16 januari 2025.

## Interlandcarrière
Boateng maakte zijn debuut in het Ghanees voetbalelftal op 30 mei 2018, toen met 0–2 gewonnen werd van Japan. De aanvaller mocht van bondscoach James Kwesi Appiah in de basis beginnen en hij werd zeven minuten voor tijd gewisseld ten faveure van mededebutant Kwasi Okyere Wriedt (Bayern München). Zes minuten na rust had hij de voorsprong verdubbeld met een benutte strafschop. Eerder in het duel had Thomas Partey de score geopend.
| Interlands van Emmanuel Boateng voor Ghana | Interlands van Emmanuel Boateng voor Ghana | Interlands van Emmanuel Boateng voor Ghana | Interlands van Emmanuel Boateng voor Ghana | Interlands van Emmanuel Boateng voor Ghana | Interlands van Emmanuel Boateng voor Ghana | Interlands van Emmanuel Boateng voor Ghana |
| №                                          | Datum                                      | Wedstrijd                                  | Uitslag                                    | Competitie                                 | Goals                                      |                                            |
| Als speler bij Levante                     | Als speler bij Levante                     | Als speler bij Levante                     | Als speler bij Levante                     | Als speler bij Levante                     | Als speler bij Levante                     | Als speler bij Levante                     |
| ------------------------------------------ | ------------------------------------------ | ------------------------------------------ | ------------------------------------------ | ------------------------------------------ | ------------------------------------------ | ------------------------------------------ |
| 1                                          | 30 mei 2018                                | Japan – Ghana                              | 0 – 2                                      | Vriendschappelijk                          | 51' (pen.)                                 |                                            |
| 2                                          | 7 juni 2018                                | IJsland – Ghana                            | 2 – 2                                      | Vriendschappelijk                          |                                            |                                            |
| 3                                          | 18 november 2018                           | Ethiopië – Ghana                           | 0 – 2                                      | AK 2019 kwalificatie                       |                                            |                                            |
| 4                                          | 23 maart 2019                              | Ghana – Kenia                              | 1 – 0                                      | AK 2019 kwalificatie                       |                                            |                                            |
| Als speler bij Dalian Yifang               |                                            |                                            |                                            |                                            |                                            |                                            |
| 5                                          | 14 november 2019                           | Ghana – Zuid-Afrika                        | 2 – 0                                      | AK 2021 kwalificatie                       |                                            |                                            |
| 6                                          | 18 november 2019                           | Sao Tomé en Principe – Ghana               | 0 – 1                                      | AK 2021 kwalificatie                       |                                            |                                            |
| 7                                          | 25 maart 2021                              | Zuid-Afrika – Ghana                        | 1 – 1                                      | AK 2021 kwalificatie                       |                                            |                                            |

Bijgewerkt op 16 januari 2025.